# Haute-Goulaine
Haute-Goulaine (bretonisch: Gorre-Golen, Langues d’oïl: Hautt-Góleinn) ist eine französische Gemeinde mit 5.992 Einwohnern (Stand: 1. Januar 2022) im Département Loire-Atlantique in der Region Pays de la Loire. Sie gehört zum Arrondissement Nantes sowie zum Kanton Saint-Sébastien-sur-Loire.
Die Einwohner werden Goulainais genannt.

## Geographie

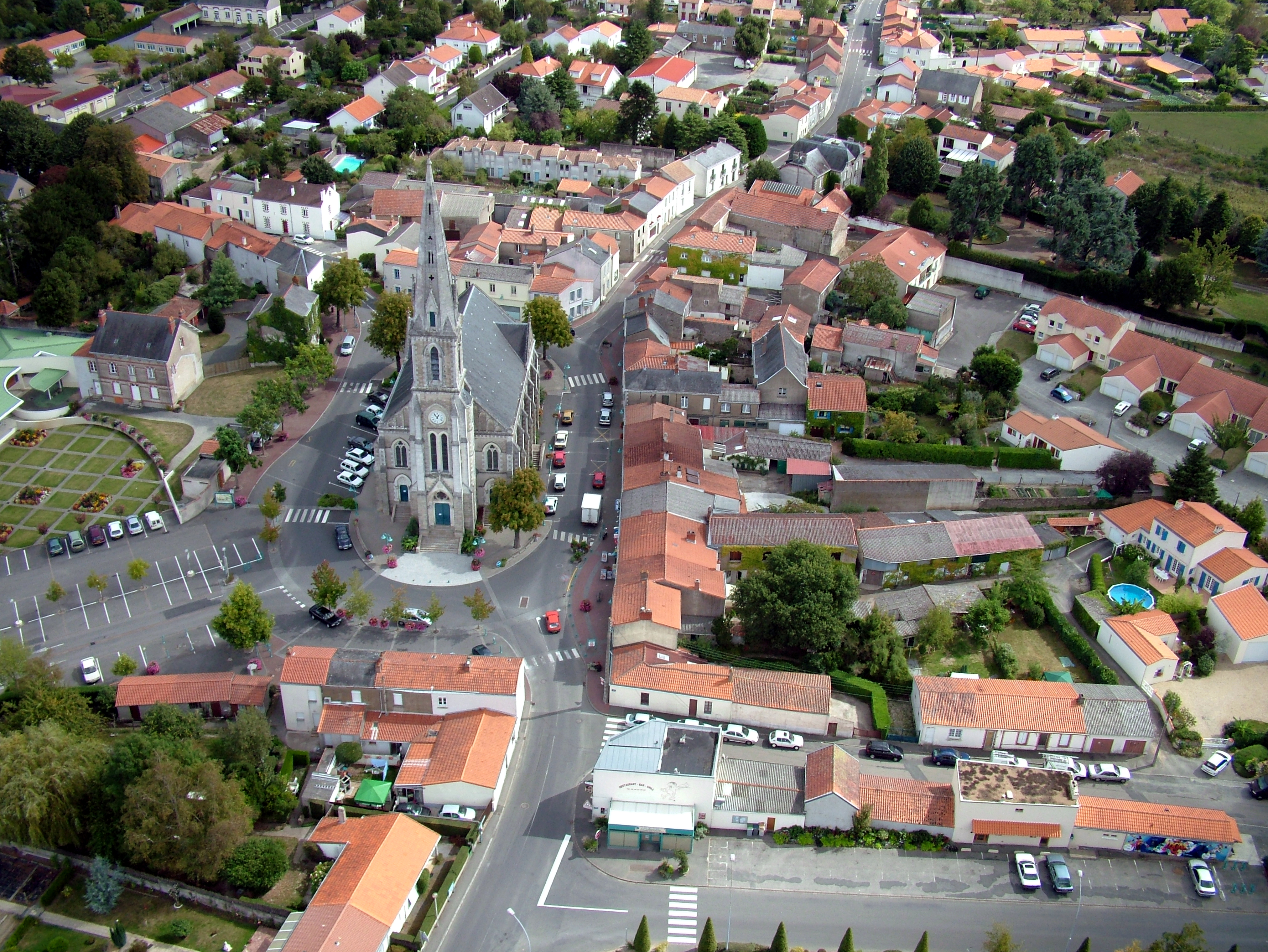
Blick auf Haute-Goulaine

Haute-Goulaine liegt etwa zehn Kilometer südöstlich von Nantes, südlich der Loire, in den Weinhügeln der Vignoble nantais. Das Gemeindegebiet wird vom Fluss Goulaine durchquert.

### Nachbargemeinden
Umgeben ist Haute-Goulaine von den Nachbargemeinden Saint-Julien-de-Concelles im Norden, Le Loroux-Bottereau im Nordosten, La Chapelle-Heulin im Osten und Südosten, La Haie-Fouassière im Süden, Vertou im Südwesten sowie Basse-Goulaine im Westen und Nordwesten.

## Bevölkerungsentwicklung
| Jahr      | 1962 | 1968 | 1975 | 1982 | 1990 | 1999 | 2006 | 2017 |
| --------- | ---- | ---- | ---- | ---- | ---- | ---- | ---- | ---- |
| Einwohner | 1981 | 2582 | 3225 | 3823 | 4930 | 5394 | 5439 | 5764 |

## Gemeindepartnerschaft
Mit der spanischen Gemeinde Pedro Muñoz in der Region Kastilien-La Mancha besteht eine Partnerschaft.

## Wirtschaft und Infrastruktur
Die Weinbaugebiete Muscadet Sèvre et Maine und Gros Plant du Pays Nantais reichen ebenfalls in das Gemeindegebiet hinein.
Durch die Gemeinde führt die Route nationale 249.

## Sehenswürdigkeiten

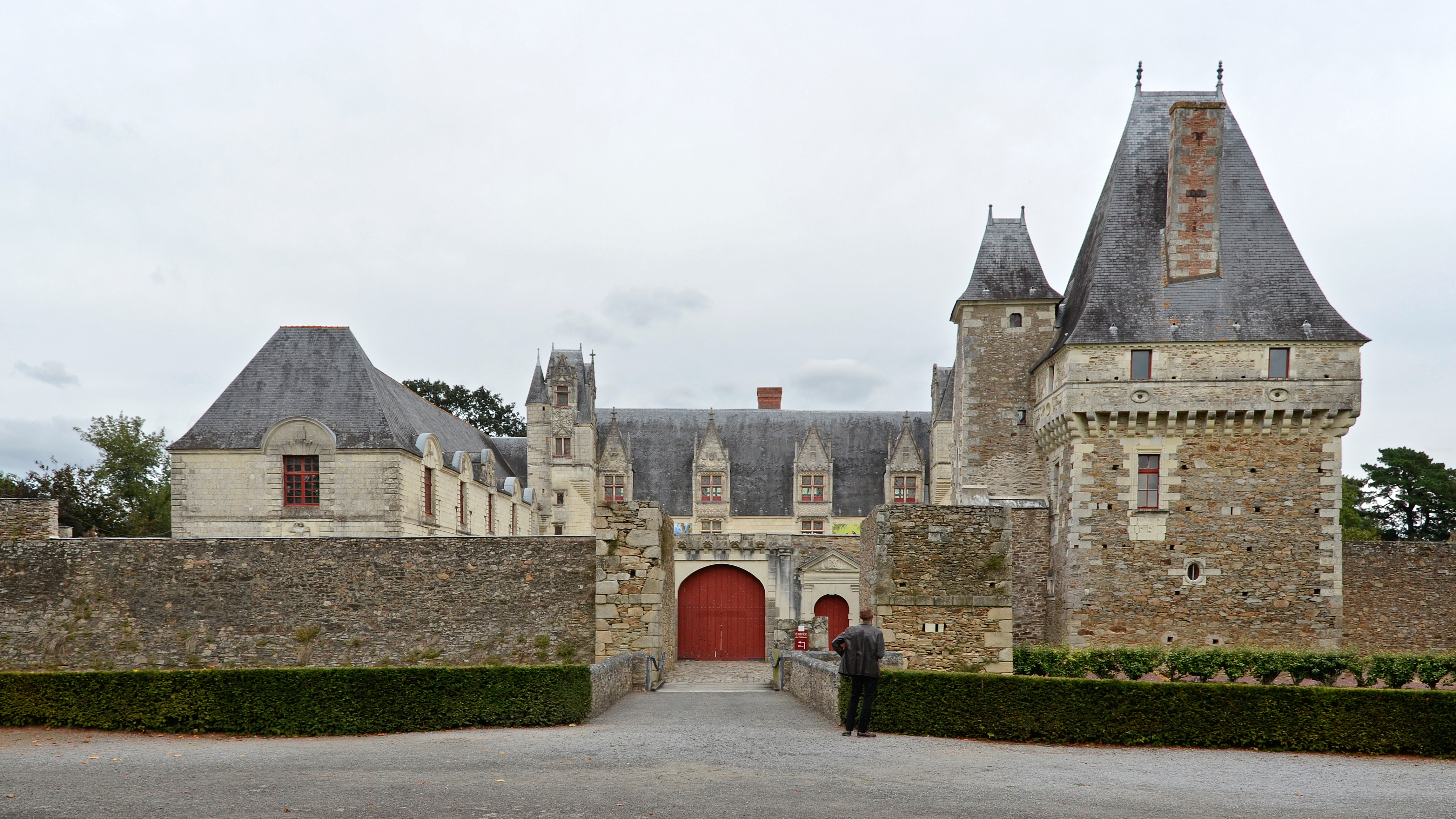
Schloss Goulaine

- Schloss von Goulaine, eine Burg- und Schlossanlage, die ursprünglich im 10. Jahrhundert errichtet wurde und im 15. und 17. Jahrhundert umgebaut wurde, seit 1913 Monument historique
- Kirche von Goulaine aus dem 19. Jahrhundert
- Herrenhäuser La Bonodière, Cartron und Montys (jeweils zwischen dem 18. und 19. Jahrhundert errichtet)
- Sieben Mühlen
- Sümpfe der Goulaine
- Brücke nach Le Loroux-Bottereau (Pont de l’Ouen), ursprünglich um 6. Jahrhundert errichtet, im 20. Jahrhundert komplett erneuert
- Pylone von Louée: Funkmasten für UHF und VHF

## Persönlichkeiten
- Vincent-Yves Boutin (1772–1815), französischer Militär
- Lucien Fruchaud (* 1934), Bischof von Saint-Brieuc und Tréguier